# Parietaria umbricola
Parietaria umbricola är en nässelväxtart som beskrevs av A.G. Miller. Parietaria umbricola ingår i släktet väggörter, och familjen nässelväxter. Inga underarter finns listade i Catalogue of Life.